# Goya metróállomás
Goya metróállomás Spanyolország fővárosában, Madridban a madridi metró 2-es és 4-es vonalán.

## Metróvonalak
Az állomást az alábbi metróvonalak érintik:
- 2-es metróvonal
- 4-es metróvonal

## Kapcsolódó állomások
A metróállomáshoz az alábbi állomások vannak a legközelebb:
- Manuel Becerra (Las Rosas, 2-es metróvonal)
- Lista (Pinar de Chamartín, 4-es metróvonal)
- Príncipe de Vergara (Cuatro Caminos, 2-es metróvonal)
- Velázquez (Argüelles, 4-es metróvonal)